# Pusta Ves
Pustá Ves er en landsby i den vestlige del af Slovakiet.
Pustá Ves ligger i 250 meters højde ved foden af De Små Karpater 18 km vest for kurbyen Piestany. Pusta Ves betyder "landsbyen i det øde". Det lille samfund er omgivet af høje bakker og store skove. Landsbyen er opdelt i en øvre og nedre del som benævnes hhv. Horná Pustá Ves og Dolná Pustá Ves.
Mens Slovakiet var uafhængigt fra 1939 til 1945 søgte mennesker med tjekkisk eller jødisk baggrund tilflugt i og omkring landsbyen.
Da Slovakiet den 29. august 1944 kom i krig med Tyskland blev den afsides landsby straks et samlingssted og kommandocenter for partisaner som bekæmpede tyske soldater. Landsbyens mænd blev fængslet i Trenčín og to huse blev brændt. Landsbyens kvinder organiserede forplejning, vedligeholdelse af unifomer og transport af våben for partisanerne. Partisanerne modtog senere støtte af Den Røde Hærs partisaner.
Landsbyen oplevede ikke massakre og de fleste fængslede kunne vende hjem efter krigen. I 1968 fik landsbyen Røde Stjernes heltestatus. Ved gravpladsen med partisangrave foran byen er et lille museum og en amfiscene, hvor der holdes folkemøde, fest og marked den 29. august.
Pusta Ves er et knudepunkt for afmærkede vandrestier gennem de omgivende skove.